# Албавила
Албавила (итал. Albavilla) је насеље у Италији у округу Комо, региону Ломбардија.
Према процени из 2011. у насељу је живело 5938 становника. Насеље се налази на надморској висини од 423 м.

## Становништво
Према резултатима пописа становништва 2011. у општини је живело 6.255 становника.
| 1931. | 1936. | 1951. | 1961. | 1971. | 1981. | 1991. | 2001. | 2011. |
| ----- | ----- | ----- | ----- | ----- | ----- | ----- | ----- | ----- |
| 2.971 | 3.024 | 3.464 | 3.674 | 4.357 | 5.075 | 5.517 | 5.938 | 6.255 |